# Erzeparchie Zahlé und Furzol
Die Erzeparchie Zahlé und Furzol (lat.: Archieparchia Mariamnensis Graecorum Melkitarum) ist eine im Libanon gelegene Erzeparchie der melkitischen griechisch-katholischen Kirche mit Sitz in Zahlé.

## Geschichte
Das  Bistum Furzol wurde im 4. Jahrhundert durch den  heiligen Erzbischof Berdanos gegründet. Die heutige „Erzeparchie Zahlé und Furzol“ wurde 1724 als Eparchie Zahlé und Furzol errichtet. 1727 erfolgte die Verlegung des Bischofssitzes von Furzol nach Zahlé. Der um 1727 amtierende Erzbischof Eftimios Fadel erklärte für sich und seiner Diözese die Einheit mit der  lateinischen Kirche in Rom und erkannte den Papst als Oberhaupt der Ostkirchen an. Er war auch der Erbauer der Kathedrale zu Zahlé, 1774 wurde die Benennung der „Eparchie von Zahlé und Furzol“ zu „Zahlé und Furzol und dem ganzen Bakaa“ ergänzt, deren historische Bezeichnung sie auch noch heute führt. Am 18. November 1964 wurde die Eparchie Zahlé und Furzol durch Papst Paul VI. zur Erzeparchie erhoben.

## Geographische Lage
Das Gebiet der Diözese erstreckt sich zum größten Teil über das Gouvernement Bekaa und zählt etwa 450000 Einwohner, davon sind annähernd 110000 Christen der melkitischen griechisch-katholischen Kirche.

## Ordinarien

### Bischöfe der Eparchie Zahlé und Furzol
- Makarios IV. Tawil BS, 1811–1813, dann Patriarch von Antiochien
- Basilio Schajat, 1834–…
- Ambroise Abdo, 1866–1875, dann Apostolischer Exarch von Jerusalem
- Melezio Fakkak, 1876–1881, dann Erzbischof der Beirut und Jbeil
- Ignazio Malluk, 1881–…
- Kyrillos IX. Moghabghab, 1899–1925, dann Patriarch von Antiochien
- Eftimios Youakim BS, 1926–1964

### Erzbischöfe der Erzeparchie Zahlé und Furzol
- Eftimios Youakim BS, 1964–1971
- Jean Bassoul BS, 1971–1977
- Augustin Farah, 1977–1983
- André Haddad BS, 1983–2011
- Issam John Darwich BS, 2011–2021
- Ibrahim Michael Ibrahim BS, seit 2021